# Ford Five Hundred
 (juillet 2023).
Le contenu est difficilement compréhensible vu les erreurs de traduction, qui sont peut-être dues à l'utilisation d'un logiciel de traduction automatique.
La Five Hundred (500), devenue Ford Taurus en 2007, est une automobile produite par le constructeur automobile américain Ford de 2005 à 2009 pour le marché nord-américain. 
Elle doit son nom aux modèles des années 50 nommées Ford Fairlane 500 et Ford Galaxie 500.
Elle remplace la Ford Taurus IV.

## Contexte
Dans le cadre de l'acquisition de Volvo Cars en 1999 et de son ajout à Premier Automotive Group, la Ford Motor Company a développé ses capacités technologiques en matière de sécurité des véhicules et a commencé le développement d'une remplaçante pour la Taurus D186,. En 2000, le concept-car Ford Prodigy est présenté. Avec un moteur hybride diesel-électrique de 72 miles par gallons US conçu dans le cadre du partenariat pour une nouvelle génération de véhicules, la Prodigy introduisait une grande partie du style extérieur de la Five Hundred; c'était aussi la première Ford à utiliser la calandre horizontale à «trois barres» (qui a fait ses débuts en production sur la Ford Fusion de 2006).
La Ford Five Hundred est entrée en production le 12 juillet 2004 à Chicago Assembly (l'ancien site d'assemblage de la Ford Taurus) et est devenue disponible au public en septembre 2004.

### Total Vehicle Geometry
Les Ford Five Hundred / Mercury Montego ont été conçues avec un système de contrôle de qualité appelé Total Vehicle Geometry (TVG). Conçu par Volvo, le TVG est fortement informatisé, permettant aux concepteurs, ingénieurs et fournisseurs d'accéder à toutes les données et résultats liés aux prototypes pendant toutes les étapes du processus de conception. Avec une participation et un accès améliorés, l'ajustement et la finition ont augmenté sur les pièces prototypes, ce qui réduit le temps nécessaire pour les véhicules de production préliminaire, appelés véhicules pilotes.

## Aperçu
Remarqué pour son style simple et direct, son grand habitacle intérieure proéminent et ses sièges surélevés, la Five Hundred a été conçue par George Bucher, designer en chef,, sous la direction du vice-président du design de Ford, J Mays.

### Châssis
La Ford Five Hundred est basée sur la plate-forme D3 de Ford, partagée avec les Mercury Montego et Ford Freestyle. Évolution de la plate-forme P2 de Volvo (utilisée sur la Volvo S80), la plate-forme a marqué le passage à la traction avant sur les berlines full-size de Ford; un système de traction intégrale électrohydraulique Haldex (basé sur celui utilisé sur les Volvo S80 et XC90) était en option sur toutes les versions de la Ford Five Hundred ou de la Mercury Montego.
Outre la transmission intégrale Haldex, plusieurs caractéristiques de conception Volvo ont été incorporées dans la structure de la Five Hundred, notamment une version modifiée du Side Impact Protection System (SIPS) de Volvo, canalisant les forces d'impact autour de l'habitacle; les longerons du cadre avant ont été repensés pour mieux absorber les forces d'impact. En plus des doubles airbags frontaux de série, la Five Hundred était disponible avec des airbags latéraux et des airbags rideaux en option.
Pour la première fois dans une berline full-size de Ford, la Ford Five Hundred comportait une suspension indépendante pour les essieux avant et arrière, avec une suspension avant à jambes de force MacPherson et un essieu arrière multibras avec amortisseurs à ressorts hélicoïdaux; les deux essieux étaient équipés de barres stabilisatrices. Comme la Ford Crown Victoria, la Five Hundred était configurée avec des freins à disque antiblocage aux quatre roues (12,5 pouces à l'avant, 13 pouces à l'arrière).
La Ford Five Hundred / Mercury Montego était propulsée par un seul moteur, partagé avec la Ford Taurus: un V6 Duratec 3,0 L de 203 ch, associé à une transmission automatique Aisin à 6 rapports (pour les versions à traction avant) ou à un variateur de vitesse mécanique ZF (pour les versions à traction intégrale).

### Carrosserie
Une caractéristique distinctive de la Ford Five Hundred est sa grande hauteur extérieure; à 61,5 pouces de hauteur, elle mesurait plus de 5 pouces de plus que la Ford Taurus vendue à ses côtés. Une caractéristique clé motivant l'utilisation de la conception de carrosserie haute était le mouvement ascendant du point de la hanche. Comme pour la Ford Focus de première génération, les sièges de la Five Hundred étaient positionnés relativement haut par rapport au sol, offrant une position assise droite et une visibilité, un accès et une sortie améliorés. De plus, le siège arrière était positionné plus haut que les sièges avant. La Ford Five Hundred a été la première berline full-size de Ford à disposer d'un siège arrière rabattable pour compléter le coffre de 21 pieds cubes (plus grand que celui de la Lincoln Town Car). Avec l'option d'un siège passager avant rabattable, une Five Hundred était capable de transporter des objets jusqu'à dix pieds de long à l'intérieur du véhicule.
Si la visibilité était un facteur derrière la position assise plus élevée, la sécurité en était un autre. Dérivé du Side Impact Protection System (SIPS) de Volvo, une poutre transversale en acier hydroformée était soudée sous les sièges avant entre les montants B (directement sous une poutre identique au-dessus des montants B),.
George Bucher, le concepteur en chef de Ford, a déclaré que "c'était un défi de sculpter une carrosserie de style Ford autour d'un châssis Volvo, et a ajouté que les concepteurs utilisaient ce qu'il appelle des surfaces plus simples avec des lignes tendues pour donner à la voiture un look moderne sans perdre ses proportions de voiture de tourisme".

### Modèles et moteurs
La Taurus de 5e génération était proposée en versions SE, SEL et Limited. La SE était vendue au détail à environ 24 000 $ US, avec la finition intermédiaire SEL à 26 000 $ US et la Limited à 30 000 $ US. Cette génération de Taurus utilise le V6 Duratec 35 3,5 L de 263 ch qui remplace le V6 Duratec 30 3,0 L de 203 ch (151 kW). La transmission ZF-Batavia CVT de la Five Hundred / Freestyle, qui avait une capacité de couple maximale de 300 N⋅m, est également remplacée par une boîte automatique à six vitesses de la coentreprise Ford-GM capable de résister au couple supplémentaire du moteur Duratec 35. La boîte automatique Aisin AW à six vitesses qui était utilisée dans les Five Hundred et Montego à traction avant a également été remplacée par la transmission automatique GM-Ford à 6 vitesses.

### Finition
Trois niveaux de finition étaient proposés: SE, SEL et Limited. Un système de traction intégrale était disponible sur toute la gamme. Les prix de base commencent à 22 795 $ US pour une SE à traction avant et vont jusqu'à 28 495 $ US pour une Limited à traction intégrale. Les intérieurs des niveaux de finition SEL et Limited présentaient un nouveau système hydrographique pour appliquer des appliqués en bois.
- SE - Inclus : Rembourrage en tissu, siège conducteur électrique, entrée sans clé, retard de l'accessoire d'alimentation, ouverture du coffre électrique, rétroviseurs électriques, serrures électriques, vitres électriques avec vitre côté conducteur automatique, jantes en alliage peint de 17", une chaîne stéréo AM / FM avec lecteur CD unique, rétroviseurs et poignées couleur carrosserie et climatisation.
- SEL - Ajoute : Rétroviseurs chauffants, phares antibrouillard, alarme de sécurité, phares automatiques, contrôle automatique de la température, centre de messages avec boussole, une chaîne stéréo AM / FM avec lecteur CD à 6 disques dans le tableau de bord avec capacité MP3 et commandes audio au volant, sièges avant électriques et un rétroviseur à atténuation automatique.
- Limited - Ajoute : Sièges en cuir, sièges chauffants, siège conducteur et rétroviseurs à mémoire, une horloge analogique, un système audio Audiophile avec caisson de basses et une chaîne stéréo AM / FM avec lecteur CD à 6 disques dans le tableau de bord et capacité MP3, rétroviseurs chromés et un filet de chargement dans le coffre.

### Révisions
Au cours de sa production, la Ford Five Hundred a connu relativement peu de changements.
Pour 2006, une nouvelle radio de navigation fabriquée par Pioneer (avec radio satellite Sirius) est devenue une option; le contrôle de traction a maintenant été changé en une option sur les modèles à traction avant (auparavant de série). Un changement au milieu de l'année modèle en cours a supprimé les moulures de garniture de portes extérieures à tous les niveaux de finition en faveur d'une petite moulure de seuil au bord inférieur de la porte.
La Five Hundred de 2007 est restée inchangée, avec le modèle SE abandonné. Toutes les versions construites après le 4 septembre 2006 ont des airbags latéraux de série, ainsi que des airbags rideaux (commercialisés sous le nom de Safety Canopy). La garantie du groupe motopropulseur a été révisée à 5 ans / 60 000 miles (97 000 km). Une nouvelle finition Chrome est devenue disponible, avec des jantes en alliage de 18 pouces à huit rayons et une calandre chromée de style maille.

## Changement de nom
La production des Five Hundred a pris fin le 12 avril 2007, comme pour les Mercury Montego et Ford Freestyle. Pour le Salon international de l'auto de l'Amérique du Nord 2007, Ford a présenté une mise à jour de mi-cycle pour les Five Hundred et Montego de 2008; les nouvelles berlines avaient un nouveau style de carénage avant et arrière, de nouveaux intérieurs et de nouveaux groupes motopropulseurs avec un V6 de 3,5 L de 263 chevaux et une nouvelle transmission automatique à 6 vitesses.
Bien que les changements aient été accueillis positivement, le PDG de Ford, Alan Mulally, a choisi de renommer les trois voitures à plate-forme D3, les Five Hundred et Montego devenant les Ford Taurus et Mercury Sable de cinquième génération; le Ford Freestyle mis à jour de manière similaire a continué sous le nom de Ford Taurus X. Bien que la Taurus ait été hors des marchés de détail depuis 2006 (depuis 2005 pour la Sable), Mullaly a cité la plus grande familiarité des plaques signalétiques Taurus / Sable des marques respectives comme raison du changement de nom des deux berlines à plate-forme D3.
Pour l'année modèle 2010, la Ford Taurus a subi une refonte complète. Bien que conservant le châssis D3, l'extérieur et l'intérieur ont été complètement modifiés, pour ajouter un style plus agressif. C'est devenu la dernière génération de Taurus pour l'Amérique du Nord. Alors que la marque Mercury était progressivement supprimée en 2010, 2009 a marqué la dernière année de la plaque signalétique Sable.
Après avoir pris position en tant que PDG de Ford, Alan Mulally a déclaré dans une interview à Associated Press qu'il était déconcerté que la Taurus ait été interrompue, affirmant qu'il pensait que l'arrêt de la Taurus était une erreur et que les Five Hundred auraient dû être nommées "Taurus" dès le début. Au milieu de 2007, des versions remaniées de la Five Hundred et du Freestyle ont été dévoilées sous les noms de "Taurus" et "Taurus X" au Salon de l'auto de Chicago 2007. Dans une interview ultérieure, Mulally a déclaré que le nom Taurus était bien connu et avait un capital de marque positif, quelque chose qui aurait pris du temps et de l'argent pour la Five Hundred.

## Ventes
| Année civile | Ventes américaines |
| ------------ | ------------------ |
| 2004         | 14106              |
| 2005         | 107932             |
| 2006         | 84218              |
| 2007         | 35146              |

## Variantes
Parallèlement à la Ford Five Hundred, plusieurs versions avec la plate-forme D3 ont été commercialisées par la Ford Motor Company, toutes les variantes étant produites dans la même usine d'assemblage de Chicago.

### Mercury Montego
La division Mercury a vendu la Ford Five Hundred sous le nom de Mercury Montego, placée entre la Grand Marquis et la Milan (remplaçant la Sable). Pour la première fois depuis 1979, Mercury a vendu une toute nouvelle voiture full-size (et deux berlines Mercury full-size en même temps pour la première fois depuis 1974). Bien que largement distingué de la Five Hundred par ses phares à décharge haute intensité standard et ses feux arrière à LED (le plus grand ensemble de feux arrière à LED jamais introduit sur un véhicule Ford à l'époque), la Montego diffère également de la Five Hundred par son extérieur monochromatique, sa garniture en aluminium satiné et son intérieur bicolore avec garnitures en bois noir.
Comme la Five Hundred, la Montego était produite dans des configurations à traction avant et à traction intégrale, partageant les mêmes groupes motopropulseurs. En revanche, Mercury a vendu la Montego en deux niveaux de finition (Luxe et Premier).

## Accueil
Au cours de sa production, la Ford Five Hundred a attiré un haut degré d'attention de la part des critiques de l'industrie automobile pour son style controversé. Conçu en tant que « luxueuse sans culpabilité », plusieurs critiques ont noté sa ressemblance étroite avec les berlines Volkswagen et Audi, (ainsi que le manque de différenciation de marque entre la Ford Five Hundred et la Mercury Montego),,. D'autres ont critiqué son style extérieur conservateur, susceptible de ne plaire qu'aux acheteurs plus âgés,,,,.
Alors que la Five Hundred attirait l'attention pour son volume intérieur élevé, sa fonctionnalité de conception, sa valeur et son grand nombre de caractéristiques de sécurité, ainsi que son style, de nombreuses critiques ont critiqué les performances du moteur V6 de 3,0 L et de la transmission CVT (par rapport à d'autres véhicules),,,.
Le designer de Ford, J.Mays, a déclaré : « Je ne pense pas que la Five Hundred ou le Freestyle aient été l'un de mes moments les plus brillants chez Ford, mais concevoir une voiture n'est pas un effort en solo et beaucoup de gens ont leur mot à dire sur le type de produit qu'ils veulent. Je suis dans l'entreprise depuis 13 ans et j'ai travaillé avec cinq PDG. Certains de ces PDG ont des goûts plus conservateurs que d'autres ». Mays a reconnu plus tard le style de la Five Hundred : qu'« Il manque juste l'attrait émotionnel que nous aurions dû y mettre. Nous étions de bons joueurs d'équipe, et nous avons fait de notre mieux pour envelopper ce qui était le meilleur de sa catégorie avec de la tôle, et nous nous sommes retrouvés avec une voiture, je pense, qui se compromettait en termes de style. Mais nous ne ferons plus jamais cette erreur. En fait, nous n’avons pas commis une telle erreur depuis que nous l’avons fait. Quand je pense à toutes les voitures que j'ai conçues dans ma carrière, je regrette de ne pas avoir poussé plus fort sur cette voiture ».

## Problèmes de pompe à eau
Les pompes à eau des Ford Taurus de 2008 à 2019, des Mercury Sable de 2008 à 2009, des Ford Taurus X de 2008 à 2009 et des Ford Police Interceptor berlines de 2013 à 2019 équipées du V6 Cyclone de 3,5 L de Ford, du V6 EcoBoost de 3,5 L et du V6 de 3,7 L ont une tendance à tomber en panne et de potentiellement ruiner le moteur quand c'est le cas. Les pompes à eau de ces moteurs sont montées à l'intérieur et entraînées par la chaîne de distribution. En conséquence, lorsqu'ils tombent en panne, l'antigel se déverse directement dans le carter; se mélange avec de l'huile moteur et endommage potentiellement les joints de culasse et les roulements de bielle. Bon nombre de ces pannes de pompe à eau se produisent sans avertissement et les réparations coûtent souvent des milliers de dollars car le moteur doit être démonté ou retiré du véhicule pour accéder à la pompe à eau. Dans certains cas, le moteur devra purement et simplement être remplacé. Un recours collectif a été intenté contre Ford à la suite de ce problème.